# Guerre algéro-danoise
Le conflit entre le Danemark-Norvège et la régence d'Alger, aussi connu sous le nom de guerre dano-algérienne ou expédition algérienne, désigne le conflit maritime soutenu par l'union formée entre le royaume de Danemark et celui de Norvège contre la Régence d'Alger. Cet épisode de 1769-1772 est souvent occulté dans l'historiographie danoise.

## Le contexte
Le commerce dano-norvégien en Méditerranée, développé dans les années 1740-1760, est protégé contre la piraterie par contrat avec les États de la côte de Barbarie, avec paiement d'un tribut annuel aux dirigeants individuels de ces États et, en outre, aux États.
Quand, en 1766, Baba Mohamed Ben Othmane devient Dey d'Alger, il exige une augmentation du paiement annuel avec de nouveaux cadeaux. Comme le Danemark-Norvège refuse ces demandes, des corsaires algériens détournent trois navires dano-norvégiens et vendent l'équipage comme esclaves.
D'où une expédition punitive.

## La guerre
Face aux défenses de la ville et à des opérations de contre-attaque audacieuses des raïs d'Alger, les navires danois sont disposés de manière trop éloignée du rivage pour être efficaces dans leur bombardement.
Les navires danois ne peuvent résister aux lourdes frappes de mortier qui endommagent leurs coques. Le contingent dano-norvégien fait tirer environ 75 bombes sur la ville d'Alger avant que l'attaque ne soit abandonnée. Puis, les navires dano-norvégiens forment un blocus maritime, mis en place pour durer jusqu'en 1772[réf. incomplète].

## Conséquences
La guerre est coûteuse pour le Danemark-Norvège. En 1772, une délégation danoise est envoyée à Alger et, après cinq jours de négociations, une nouvelle paix est conclue. Alger est bien payé. De plus, le Danemark-Norvège doit racheter chaque esclave capturé pendant la guerre. 
Les esclaves danois et norvégiens vendus à des propriétaires d'esclaves privés doivent négocier individuellement les prix de leur liberté.

## Héritage
20 ans plus tard, le Danemark est allié à la Russie, alors en guerre avec l'Empire ottoman, et le bombardement d'Alger fait partie de l'alliance, « le genre d'alliances et d'attaques contre d'autres pays, semblables aux actions d'une grande puissance », dit Lars Struwe, qui est l'une des raisons pour lesquelles cette guerre n'a pas obtenu beaucoup d'attention.

## Dans la fiction
Le roman 1001 nuits (2013) de Vetle Lid Larssen (en) raconte l'histoire de deux Norvégiens réduits en esclavage pendant la guerre.